# Claudia Solans
Claudia Solans (Buenos Aires, 1961) es una escritora, traductora y docente argentina.

## Biografía
Claudia Solans nació en la ciudad de Buenos Aires, Argentina, en 1961, y pasó su infancia en la ciudad de Mendoza y su adolescencia en la ciudad de Tucumán. Se licenció en Letras por la Universidad de Buenos Aires, y se especializó en literatura argentina y latinoamericana. Solans tradujo del portugués a escritores como José Eduardo Agualusa, Clarice Lispector, Dyonélio Machado, Caio Fernando Abreu y João Gilberto Noll. En 1996, publicó su primer libro, el libro de cuentos El entierro del diablo, el cual ganó en 1995 el primer premio del Fondo Nacional de las Artes. En el año 2000, Solans publicó su segundo libro de cuentos, Desterrados, el cual obtuvo ese mismo año una mención del Premio Casa de las Américas.
En 2017, Solans publicó su primera novela, La visitante, sobre una ingeniera agrónoma la cual viaja a una finca con tal de finalizar su tesis doctoral, seguida de su segunda novela, Viaje al invierno (2018), la cual narra la historia de Clara, sobreviviente de la última dictadura militar argentina que se refugia en la casa de Helena, víctima del Holocausto.

## Obra

### Novelas
- La visitante (2017)
- Viaje al invierno (2018)

### Cuentos
- El entierro del diablo (1996)
- Desterrados (2000)

### Traducciones
- Teoría general del olvido (de José Eduardo Agualusa, 2012)
- La reina Ginga (de José Eduardo Agualusa, 2014)
- Descubrimientos (de Clarice Lispector, 1986)
- El día de las ratas (de Dyonélio Machado, 1935)
- ¿Dónde andará Dulce Veiga? (de Caio Fernando Abreu, 1990)
- Malagueta, Perus y Bacanazo (de João Gilberto Noll, 1963)
- Lord (de João Gilberto Noll, 2004)

## Premios
- 1995: Primer Premio del Fondo Nacional de las Artes por El entierro del diablo[2]
- 2000: mención del Premio Casa de las Américas por Desterrados[2]